# بیلی دروغگو (فیلم)
بیلی دروغگو (انگلیسی: Billy Liar) فیلمی به کارگردانی جان شلزینجر است که در سال ۱۹۶۳ منتشر شد. از بازیگران آن می‌توان به تام کورتنی، جولی کریستی، مونا واشبورن، فینالی کوری، نویل اسمیت و لئونارد راسیتر اشاره کرد. این اثر، اقتباسی است از رمانی به همین نام اثر کیت واترهاوس.